# Ballena de 52 hercios

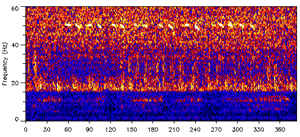
Un espectrograma de la señal a 52 hercios

La ballena de 52 hercios, también conocida como la ballena solitaria o Whalien 52, es un espécimen único de ballena que canta a una inusual frecuencia de 52 Hz. Es una frecuencia mucho mayor en comparación a otras especies de ballenas. Tiene patrones de migración más parecidos al de ballena azul (10-39 Hz) y ballena de aleta (20 Hz). Se la ha detectado desde 1989 (año en que se descubrió), en distintas ubicaciones. Por ello, muchas personas y medios la describen como "la ballena más solitaria del mundo".

## Características
El patrón es el de una ballena, aunque en una frecuencia única.
 En 52 hercios, es ligeramente más alto que la nota más baja de una tuba. Los patrones tampoco son parecidos a las ballenas azules ni a las ballenas de aleta, y son mucho más altos en frecuencia, más cortos y más frecuentes. Las ballenas azules habitualmente llaman a 10–39 Hz, y las ballenas de aleta, a 20 Hz. La ballena de 52 Hz hace unas llamadas que tienen una alta variabilidad en duración y secuencia, aunque son fácilmente identificables, debido a su frecuencia y característica.
Científicos de la Institución Oceanográfica de Woods Hole han sido incapaces de identificar la especie de la ballena. Se cree, desde el punto de vista teórico, que podría ser una malformación (o bien un híbrido) de una ballena azul o de otra especie. El equipo de búsqueda ha sido contactado por personas con sordera, quienes creen que la ballena podría ser sorda.

## Historia
Fue descubierta en 1989 por un equipo de la Institución Oceanográfica de Woods Hole, y detectada de nuevo en 1990 y 1991. Desde 2004, la ballena ha sido detectada anualmente.

## Documentación
Un documental titulado 52: The Search for the Loneliest Whale (52: La búsqueda de la ballena solitaria) está en producción, filmada por Joshua Zeman, el director de Cropsey, y producida por Adrian Grenier. Financiada a través de la campaña Kickstarter, la película se estrenaría en algún momento del 2017.

## Cortometraje
The Loneliest, un cortometraje Mockumentary acerca de dos mujeres que buscaban a la Ballena Solitaria, fue hecho en abril del 2014 por Lilian Mehrel, con Alfred P. Sloan Foundation.

## Música
El saxofonista y compositor Colin Stetson incluyó, en su álbum del 2013 New History Warfare Vol. 3: To See More Light, una canción titulada "Part of Me Apart From You". Aunque no habla específicamente sobre la ballena de 52 hercios, cuando la presentó por primera vez en vivo, resaltó en varias ocasiones que la historia de la "ballena solitaria" resonaba profundamente en su composición. "Esta ballena esta sola en un gran cuerpo de agua, nadando, cantando su canción, llamando a un semejante que jamás encontrará", dijo a modo de introducción de la canción, en una actuación en el Toronto's Great Hall, el 19 de mayo del 2013. "Cuando toco esta canción, no puedo evitar pensar en esta ballena, quien en este momento se encuentra cantando sola."
El grupo de K-pop surcoreano BTS, en la cuarta canción de su álbum del 2015 The Most Beautiful Moment in Life, Part 2, "Whalien 52", explícitamente usa la ballena de 52 hertz como una metáfora sobre el aislamiento social que suelen padecer los adolescentes.
El dúo folclórico inglés Kathryn Roberts y Sean Lakeman incluyó la canción "52 Hertz" en su álbum del 2015 Tomorrow Will Follow Today. La canción es acerca de la ballena, e incluye la línea, "52 hercios, 52 hercios, estoy cantando una canción de amor que nadie puede escuchar", en el coro.
La banda española de Hard Rock, Deaf Whale, dedicó a la ballena de los 52 hertz, A Wandering Tale of 52, última canción perteneciente a su primer disco From Wood & Stone de 2015. En ella incluyeron los sonidos de su solitario canto.
El actor y cantante japonés YOUYA  (Matsushita Yuya) ha dedicado su sencillo llamado "52" lanzado en abril de 2022, a esta particular ballena.

## Más información
- Watkins, W. Un., M. Un. Daher, G. M. Reppucci, J. E. George, D. L. Martin, N. Un. DiMarzio, y D. P. Gannon. 2000. "Seasonality Y distribución de llamadas de ballena en el Del norte Pacific". Oceanografía 13:62@–66.
- Watkins, W. Un., M. Un. Daher, J. E. George, y D. Rodríguez. 2004. "Doce años de seguir 52-Hz llamadas de ballena de una fuente única en el Del norte Pacific". Parte de Búsqueda de Mar profunda yo: Papeles de Búsqueda Oceanográfica 51:1889@–1901.
- El grupo coreano Bangtan Boys, compuso una canción dedicada a la Ballena de 52 hercios. La canción es la traducción al inglés del mismo nombre. Whalien 52

- Datos: Q452